# Rada Peak
Der Rada Peak ist ein 4001 m hoher und abgerundeter Berggipfel im westantarktischen Ellsworthland. Er ragt im Craddock-Massiv in der Sentinel Range des Ellsworthgebirges  zwischen dem Bugueño Pinnacle und Mount Craddock auf.
Das Advisory Committee on Antarctic Names benannte ihn nach 2006 nach dem chilenischen Bergsteiger Camilo Andrés Rada Giacaman, der bei der Omega High Antarctic GPS Expedition im Jahr 2005 gemeinsam mit seinem Landsmann Manuel Bugueño (* 1978) GPS-Messungen auf dem Mount Craddock und dem hier beschriebenen Gipfel durchführte.